# Maggie Civantos
Maggie Civantos (ur. 28 grudnia 1984 w Maladze) – hiszpańska aktorka, najbardziej znana z roli Macareny Ferreiro w serialu Uwięzione.

## Życiorys
Urodziła się w 1984 roku jako córka piosenkarki i technika dźwięku. Nazwano ją imieniem postaci Maggie Gioberti, granej przez Susan Sullivan, w serialu telewizyjnym Falcon Crest.

## Kariera
Swoją karierę rozpoczęła dzięki serialowi Escenas de matrimonio, zastępując aktorkę Mar Saura. Zagrała również w hiszpańskich serialach telewizyjnych Hospital central i Yo soy Bea. W 2008 roku wystąpiła w serialu Eva y kolegas i zagrała Angélicę w serialu Arrayán.
W 2014 r. po raz pierwszy zagrała poważną rolę Fanny w Bienvenidos al Lolita. Jej najważniejszą rolą była Macarena, główna bohaterka serialu Uwięzione z 2015 r. W 2017 r. wystąpiła w pierwszym hiszpańskim serialu wyemitowanym przez Netflixa, Telefonistki, obok między innymi Blanki Suárez.
9 września 2019 roku odbyła się premiera serialu Malaka, w którym aktorka gra główną rolę. W 2020 r. powróciła jako Macarena w spin offie Uwiezione: El oasis wraz z Najwą Nimri.

## Wybrana filmografia
- Uwięzione: El oasis (2020) jako Macarena Ferreiro
- Malaka (2019) jako Blanca
- Uwięzione (2015-2019) jako Macarena Ferreiro
- Telefonistki (2017-2019) jako Ángeles Vidal
- Bienvenidos al Lolita (2014) jako Fanny
- Arrayán (2012-2013) jako Angélica
- Hospital Central (2009-2011) jako Candela Hernández / Águeda
- Escenas de matrimonio (2009) jako Alba Boguñá
- Yo soy Bea (2009)
- Eva y kolegas (2008) jako Marta